# Glypta transversa
Glypta transversa är en stekelart som beskrevs av Dasch 1988. Glypta transversa ingår i släktet Glypta och familjen brokparasitsteklar. Inga underarter finns listade i Catalogue of Life.